# Cercle megalític de Drombeg
El Cercle Megalític de Drombeg (també anomenat L'altar del Druida) està localitzat a l'oest de Rosscarbery prop de Glandore, al comtat de Cork, a Irlanda.
És un cercle compost per disset menhirs amb nou metres de diàmetre amb una datació d'aproximadament l'any 150 aC.
El cercle posseeix un parell de pedres de dos metres posades de forma horitzontal en direcció sud-oest orientat de tal forma que el solstici d'hivern els raigs del sol donen a l'altar.
El jaciment va ser excavat i restaurat l'any 1958. Durant aquest procés es va trobar un atuell al centre del cercle contenint les restes incinerades d'un jove adolescent.
Estudis de mostres del jaciment amb carboni indiquen activitat en el lloc entre el 945 - 830 aC.
Una mica més enllà, a uns catorze metres, es troben les restes d'un habitatge i un fogó enfonsat de l'edat del ferro.

## Galeria

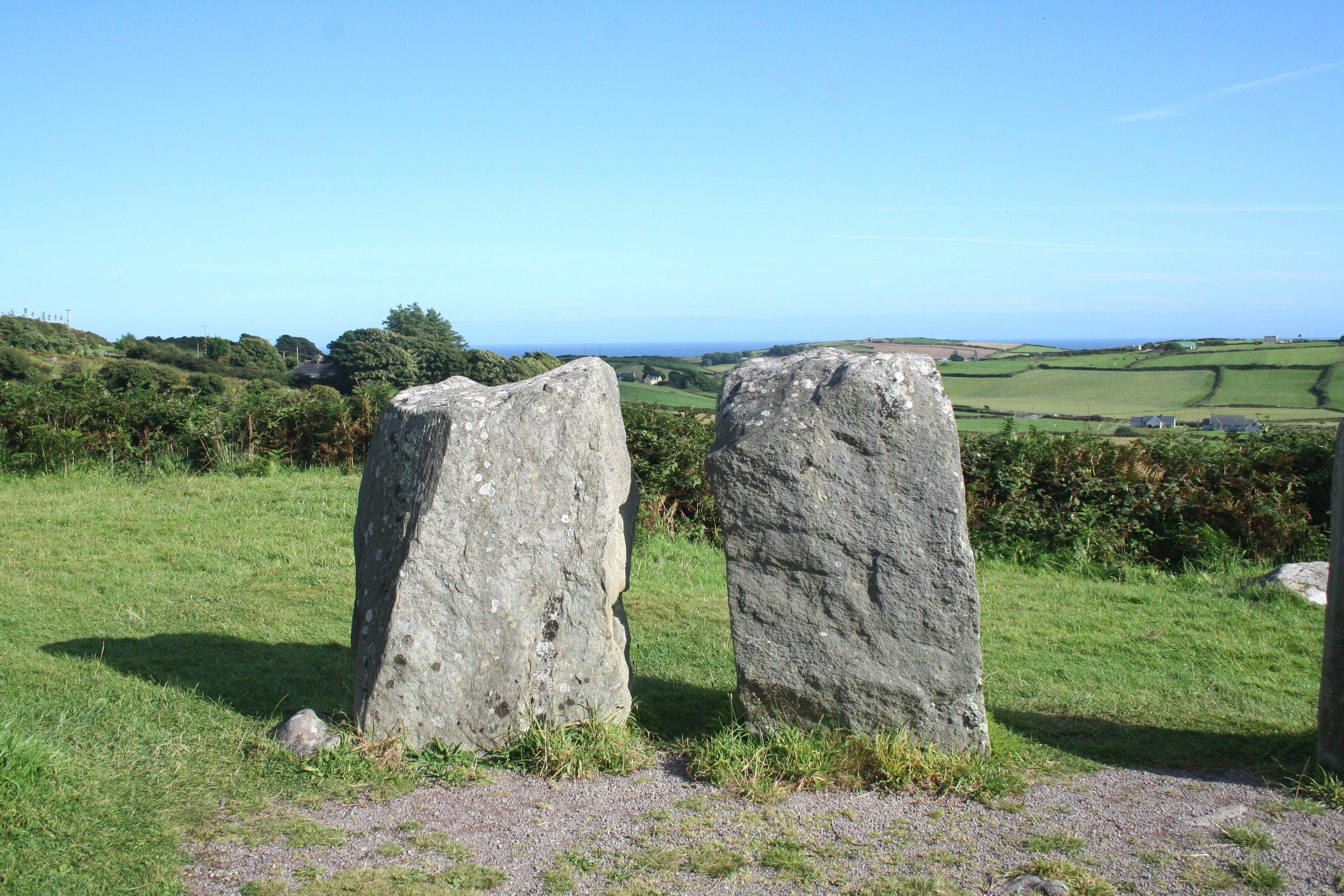
Portal
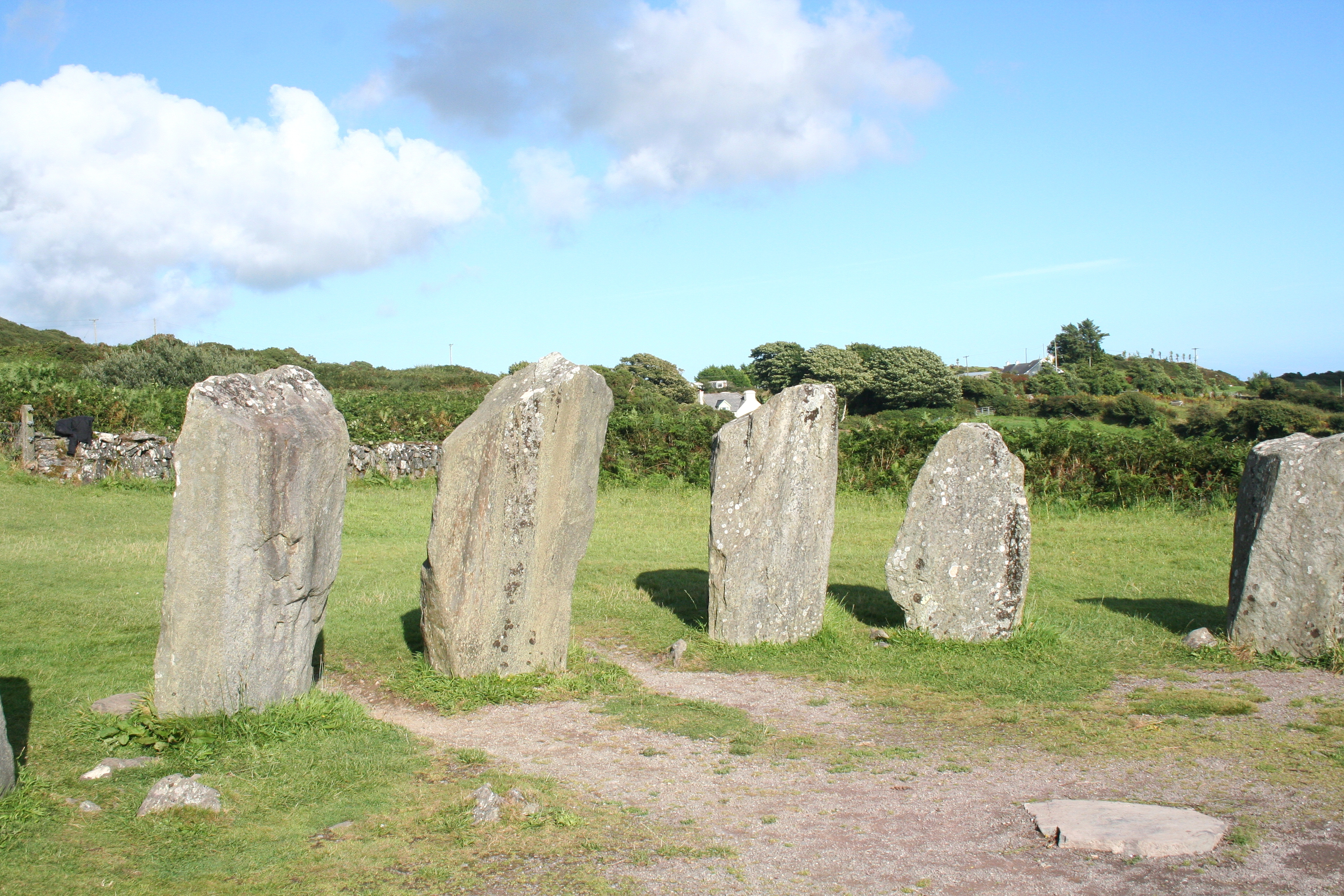
Part est
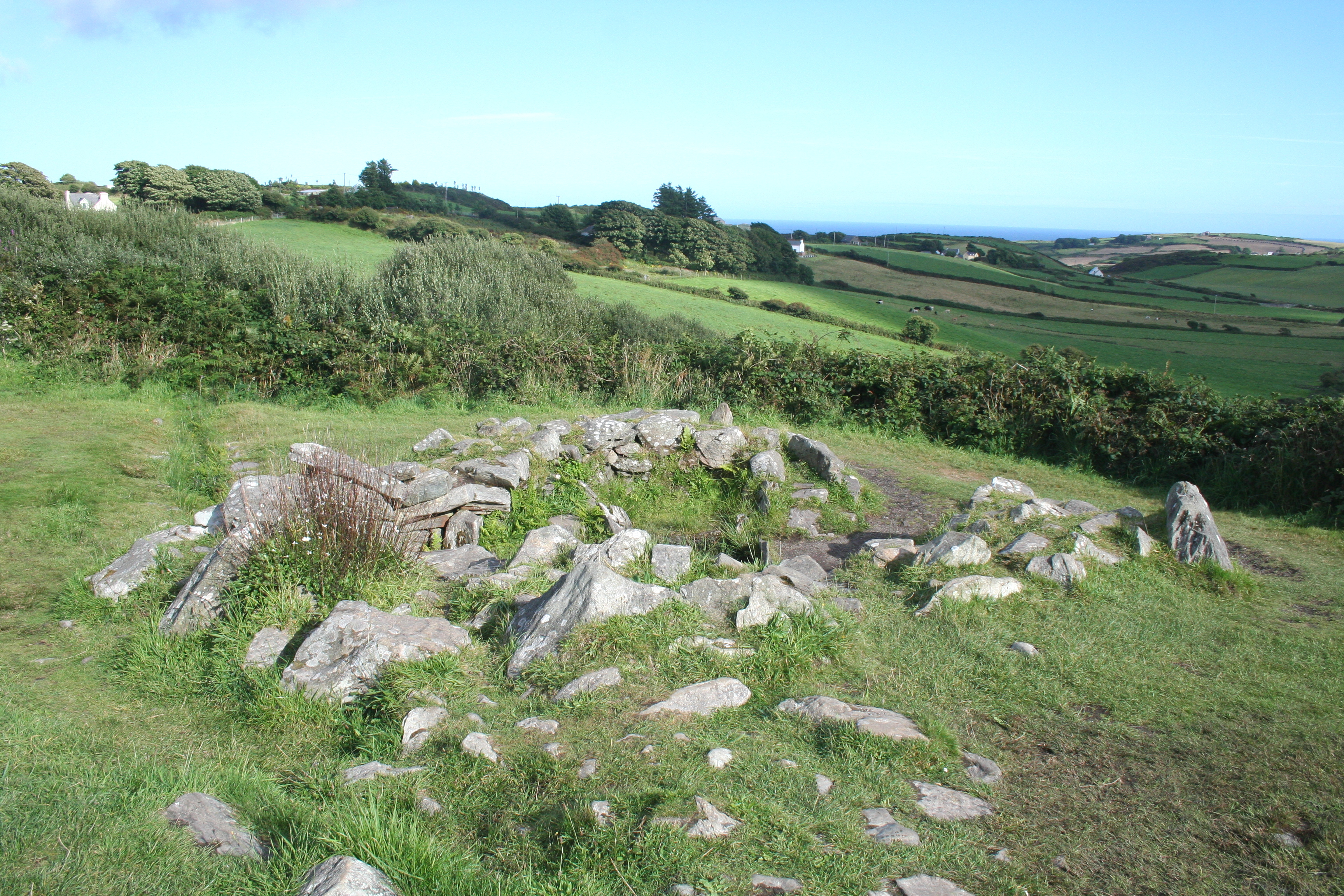
Lloc per cuinar